# Foudry Brook
Der Foundry Brook entsteht als Bishop’s Wood Stream in Heath End in Hampshire. Er fließt in östlicher Richtung und wechselt östlich von Tadley seinen Namen zu Silchester Brook. Unter diesem Namen fließt er weiter in östlicher Richtung, bis er beim Erreichen der Bahnstrecke Reading–Basingstoke nach Norden schwenkt. Nach der Mündung des West End Brook wechselt er seinen Namen zu Foudry Brook, unter dem er bis zu seiner Mündung in den River Kennet am südlichen Rand von Reading verläuft.